# الیور هلد
الیور هلد (انگلیسی: Oliver Held؛ زادهٔ ۱۰ سپتامبر ۱۹۷۲) بازیکن فوتبال اهل آلمان است.
از باشگاه‌هایی که در آن بازی کرده‌است می‌توان به باشگاه فوتبال هولشتاین کیل، باشگاه فوتبال شالکه ۰۴، و باشگاه فوتبال سن پائولی اشاره کرد.